# Университет на Осло
Университетът на Осло (на норвежки: Universitetet i Oslo, UiO) е норвежки държавен университет. Това е най-старият и най-високо класиран университет в Норвегия; до 1946 г. е единственият университет в Норвегия и запазва позицията си на най-големия университет в страната до 2016 г., когато става вторият по големина. Има над 27 000 студенти и 6600 служители.
Университетът се състои от осем факултета, които извършват научни изследвания и предлагат обучение по теология, право, медицина, хуманитарни науки, математика и природни науки, стоматология, социални науки и други. В територията на UiO влизат няколко музея, както и няколко формално независими свързани института.